# Кобиљача (Појезерје)
Кобиљача је насељено место у саставу општине Појезерје, Дубровачко-неретванска жупанија, Република Хрватска.

## Историја
До територијалне реорганизације у Хрватској налазила се у саставу старе општине Метковић.

## Становништво
На попису становништва 2011. године, Кобиљача је имала 241 становника.
| Број становника по пописима | Број становника по пописима | Број становника по пописима | Број становника по пописима | Број становника по пописима | Број становника по пописима | Број становника по пописима | Број становника по пописима | Број становника по пописима | Број становника по пописима | Број становника по пописима | Број становника по пописима | Број становника по пописима | Број становника по пописима | Број становника по пописима | Број становника по пописима |
| --------------------------- | --------------------------- | --------------------------- | --------------------------- | --------------------------- | --------------------------- | --------------------------- | --------------------------- | --------------------------- | --------------------------- | --------------------------- | --------------------------- | --------------------------- | --------------------------- | --------------------------- | --------------------------- |
| 1857                        | 1869                        | 1880                        | 1890                        | 1900                        | 1910                        | 1921                        | 1931                        | 1948                        | 1953                        | 1961                        | 1971                        | 1981                        | 1991                        | 2001                        | 2011                        |
| 0                           | 0                           | 0                           | 0                           | 0                           | 0                           | 0                           | 0                           | 26                          | 10                          | 10                          | 281                         | 381                         | 348                         | 273                         | 241                         |

Напомена: Исказује се од 1981. као самостално насеље настало издвајањем дела подручја насеља Дубраве. Као део насеља исказује се од 1948. до 1971. Од 1948. до 1961. део података садржан је у насељу Дубраве.

### Попис1991.
На попису становништва 1991. године, насељено место Кобиљача је имало 348 становника, следећег националног састава:
| Попис 1991.‍ | Попис 1991.‍ | Попис 1991.‍ | Попис 1991.‍ | Попис 1991.‍ |
| ----------- | ----------- | ----------- | ----------- | ----------- |
|             |             |             |             |             |
| Хрвати      | Хрвати      |             | 346         | 99,42%      |
| непознато   | непознато   |             | 2           | 0,57%       |
| укупно: 348 |             |             |             |             |